# Alice Faye
Alice Faye, ursprungligen Alice Jeanne Leppert, född 5 maj 1915 i New York, död 9 maj 1998 i Rancho Mirage i Kalifornien, var en amerikansk skådespelare och sångerska.

## Biografi
Alice Faye var dotter till en polis och började sjunga och dansa professionellt som fjortonåring. 1931 upptäcktes hon när hon uppträdde i en balett på Broadway av sångaren och skådespelaren Rudy Vallée, som gav henne ett kontrakt att turnera runt med hans orkester som sångerska. Vallée insisterade på att hon skulle få en roll i filmen George White's Scandals 1934, och när Lilian Harvey, som var tänkt för huvudrollen hoppade av, gavs istället huvudrollen till Faye. Samma år anklagades hon som "äktenskapsbryterska" av Vallées hustru i en mycket uppmärksammad skilsmässoskandal.
Alice Faye skrev kontrakt med filmbolaget Fox, som lanserade henne som en slags Jean Harlowtyp av blondin. Hennes beslöjade, aningen skrovliga röst när hon pratade och djupa, fylliga kontraaltstämma när hon sjöng, gjorde henne snabbt populär i en rad musikfilmer. Hon grälade ofta med sin chef, Darryl F. Zanuck, som förbjöd henne att framträda i radio och denne lät 1940 lansera Betty Grable som ett "hot" mot Fayes ställning. Ganska snart blev Grable populär som andra världskrigets pin up girl nr.1, och Faye hoppade då av sitt filmkontakt och drog sig tillbaka, med ett undantag, filmen Vår i kroppen 1962.
Faye uppträdde på scen 1973–1974 tillsammans med sin f.d. scenpartner John Payne i musikalen Good News och medverkade sedan i ytterligare två filmer.
Alice Faye var gift två gånger, 1936–1940 med sångaren Tony Martin och från 1941 med orkesterledaren Phil Harris, fram till dennes död 1995. Hon hade aktiva fanklubbar runt om hela världen.

## Filmografi i urval
- George White's Scandals (1934)
- Lilla miljonärskan (1936)
- Alexanders Ragtime Band (1938)
- Rose från Washington Square (1939)
- Tin Pan Alley / Broadway sjunger (1940)
- Weekend i Havanna (1941)
- Tutti Frutti (1943)
- Fallen ängel (1945)
- Vår i kroppen (1962)
- Every Girl Should Have One (1978)
- The Magic of Lassie (1978)